# Toninho Quintino
Antônio Fernandes Quintino, detto Toninho Quintino (Florianópolis, 27 febbraio 1952), è un ex calciatore brasiliano, di ruolo attaccante.

## Caratteristiche tecniche
Giocava come attaccante, ricoprendo il ruolo di centravanti. Nel corso della sua carriera risaltò specialmente per le sue doti di realizzatore.

## Carriera
Cresciuto nel settore giovanile dell'Avaí, debuttò in massima serie il 3 ottobre 1974 contro l'América de Natal. Il 13 marzo arrivò la prima marcatura, contro l'Internacional di Porto Alegre. Trasferitosi al Figueirense in vista del I Copa Brasil, ben figurò nella competizione, andando a segno dodici volte e rivelandosi come uno dei migliori realizzatori. Il Palmeiras pertanto lo acquistò, per affiancarlo a Jorge Mendonça in attacco. Toninho Quintino ebbe molto successo giocando insieme al giocatore della Nazionale, vincendo il titolo Paulista al suo primo anno, e nella stagione 1978 fu vice-capocannoniere della prima divisione brasiliana, a due reti di distanza da Paulinho. Nel 1979 lasciò il Palmeiras per il Cruzeiro, ma non vi giocò alcuna partita in campionato; nel 1980 firmò per il Corinthians, acerrimo rivale del Palmeiras. Con i bianco-neri di San Paolo disputò due stagioni. Nella prima, la 1980 segnò un gol, mentre nel corso della seconda, la 1981, ne marcò quattro. Lasciò il Brasile al termine dell'edizione 1981 del Brasileirão, trasferendosi ai cileni dell'Universidad Católica di Santiago. Tornato in patria al termine della stagione 1982, giocò in altre squadre del panorama calcistico brasiliano, per poi ritirarsi nel 1987.

## Palmarès

### Club

#### Competizioni nazionali
- Campionato Catarinense: 2

Avaí: 1973, 1975
- Campionato paulista: 1

Palmeiras: 1976

### Individuale
- Capocannoniere del Campionato Catarinense: 1

1973 (18 gol)